# Argas brevipes
Argas brevipes är en fästingart som beskrevs av Banks 1908. Argas brevipes ingår i släktet Argas och familjen mjuka fästingar. Inga underarter finns listade i Catalogue of Life.